# ヴァレンティン・ヴァイゲル
ヴァレンティン・ヴァイゲル（Valentin WeigelまたはWeichel; 1533年8月7日 - 1588年6月10日）は、ザクセン出身のドイツの神学者、哲学者、神秘主義作家であり、後の神智学の重要な先駆者とされる。

## 生涯
ドレスデン近郊のハインでカトリックの家族に生まれ、ゲオルク・フォン・コメルシュタット評議会の仲介で、マイセン、ライプツィヒ、ヴィッテンベルクで学ぶ。 1567年にケムニッツ近くのチョーパウでルター派牧師になり、そこで執筆に従事する平穏な生活を送った。
聖母マリア自身が処女懐胎の産物であるという思想が有名であり、神を肉体として産むためには、マリア自身にも罪がないことが要求されるとする無垢受胎の考えをその根拠とした。
生涯自分の考えを公にせず、個人的な友人だけに思想を語った（この態度は同じく神学者として著名なヤーコプ・ベーメと対照的である）。そうしてただ教区の任務を黙々と遂行し、目立たないようにした。約6000ページもの原稿を残したが、それらは死後、段階的に出版されることになった。ヨハン・アルント、ゴットフリート・アルノルト、ゴットフリート・ライプニッツらが、彼の思想を広め、その思想は現在ヴァイゲリアニズム(Weigelianism)として知られている。 
彼の神秘主義は、ヨハネス・タウラーの神秘主義とパラケルススの教義の影響を受けていた。またセバスティアン・フランクとカスパー・シュヴェンクフェルトの信奉者でもあり、彼らと同様に「内的生活」を強調した。
本や聖典なしでキリストを知ることができるという「霊的な教会」の概念を提唱した。

## 作品
- "Unterrichts-Predigt: Wie man christlich trauern und täglich solle im Herrn sterben", 1576
- "Libellus de vita beata", 1609
- "Ein schön Gebetsbüchlein, welches die Einfältigen unterrichtet", 1612
- "Der güldene Griff, alle Ding ohne Irrtum zu erkennen", 1613
- "Ein nützliches Traktätlein vom Ort der Welt", 1613
- "Dialogus de Christianismo", 1614
- "Erkenne dich selbst", 1615
- "Informatorium oder Kurzer Unterricht", 1616 (erweitert: "Soli deo gloria", 1618)
- "Kirchen- oder Hauspostill", 1618
- "Libellus disputatorus", 1618
- "De bono et malo in homine", 1618
- "Zwei schöne Büchlein", 1618
- "Studium universale", 1618
- "Tractatus de opere mirabili", 1619

## 文献
- Georg Müller (1896). "Weigel, Valentin". Allgemeine Deutsche Biographie (ドイツ語). Vol. 41. Leipzig: Duncker & Humblot. pp. 472–476.
- Georg Baring： ValentinWeigelと「ドイツの神学」。 In： Archive for Reformation History（ARG）Volume 55、1964
- Walther Killy ：「文学レキシコン：ドイツ語の著者と作品」。 （15巻）Gütersloh;ミュンヘン：Bertelsmann-Lexikon-Verl。 1988-1991（CD-ROMベルリン1998 ISBN 3-932544-13-7 ）
- Horst Pfefferl、Weigel、Valentin（1533-1588）、in： TheologischeRealenzyklopädie35 、Berlin 2003、pp。447–453。
- JürgenMittelstraß ： Weigel 、in：JürgenMittelstraß（ed。 ）：百科事典の哲学と科学の哲学。 2.2。版。第8巻：Th- Z。Stuttgart 、Metzler 2018、 ISBN 978-3-476-02107-6 、 p.434f 。 （作品と文献の詳細なリスト付き）

## Webリンク
- 占星術Theologised 、オンラインブック

- ヴァレンティン・ヴァイゲルの著作およびヴァレンティン・ヴァイゲルを主題とする文献 - ドイツ国立図書館の蔵書目録（ドイツ語）より。
- ヴァレンティン・ヴァイゲル - ドイツデジタル図書館（ドイツ語版）
- ヴァレンティン・ヴァイゲル - VD 17
- Horst Pfefferl：MainzAcademyのValentinWeigelエディション（PDF） （242 kB）